# Сезон ФК «Зоря» (Луганськ) 2021—2022
Сезон ФК «Зоря» (Луганськ) 2021—2022 - 20-й за ліком і 16-й підряд сезон луганського футбольного клубу «Зоря» у найвищому ивізіоні українського футболу. «Зоря» брала участь у змаганнях Прем'єр-ліги, Кубку України, Ліги Європи УЄФА та Ліги конференцій УЄФА.

## Склад команди
Станом на 16 грудня 2021
| Номер        | Гравець              | Країна             | Позиція  | Дата народження (вік)      |          |
| Воротарі     | Воротарі             | Воротарі           | Воротарі | Воротарі                   | Воротарі |
| ------------ | -------------------- | ------------------ | -------- | -------------------------- | -------- |
| 30           | Микита Шевченко      | Україна            | ВР       | 26 січня 1991 (34 роки)    |          |
| 53           | Дмитро Мацапура      | Україна            | ВР       | 10 березня 2000 (25 років) |          |
| Захисники    |                      |                    |          |                            |          |
| 5            | Агрон Руфаті         | Північна Македонія | ЗХ       | 6 квітня 1999 (25 років)   |          |
| 6            | Жунінью              | Бразилія           | ЗХ       | 26 грудня 1995 (29 років)  |          |
| 15           | Віталій Вернидуб     | Україна            | ЗХ       | 17 жовтня 1987 (37 років)  |          |
| 17           | Владислав Ємець      | Україна            | ЗХ       | 9 вересня 1997 (27 років)  |          |
| 32           | Максим Імереков      | Україна            | ЗХ       | 23 січня 1991 (34 роки)    |          |
| 34           | Денис Нагнойний      | Україна            | ЗХ       | 3 лютого 2002 (23 роки)    |          |
| 38           | Юрій Дудник          | Україна            | ЗХ       | 12 вересня 2002 (22 роки)  |          |
| 45           | Денис Фаворов        | Україна            | ЗХ       | 1 квітня 1991 (33 роки)    |          |
| 74           | Ігор Снурніцин       | Україна            | ЗХ       | 7 березня 2000 (25 років)  |          |
| Півзахисники |                      |                    |          |                            |          |
| 4            | Ловро Цвек           | Хорватія           | ПЗ       | 6 липня 1995 (29 років)    |          |
| 7            | Владислав Кочергін   | Україна            | ПЗ       | 30 квітня 1996 (28 років)  |          |
| 10           | Дмитро Хомченовський | Україна            | ПЗ       | 16 квітня 1990 (34 роки)   |          |
| 19           | Ахмед Алібеков       | Україна            | ПЗ       | 29 травня 1998 (26 років)  |          |
| 20           | Максим Казаков       | Україна            | ПЗ       | 6 лютого 1996 (29 років)   |          |
| 23           | Сергій Булеца        | Україна            | ПЗ       | 16 лютого 1999 (26 років)  |          |
| 28           | Артем Громов         | Україна            | ПЗ       | 14 січня 1990 (35 років)   |          |
| 29           | Єгор Назарина        | Україна            | ПЗ       | 10 липня 1997 (27 років)   |          |
| 68           | Крістіан Фагундес    | Бразилія           | ПЗ       | 13 грудня 1999 (25 років)  |          |
| Нападники    |                      |                    |          |                            |          |
| 8            | Максим Луньов        | Україна            | НП       | 22 травня 1998 (26 років)  |          |
| 9            | Шахаб Захеді         | Іран               | НП       | 18 серпня 1995 (29 років)  |          |
| 11           | Олександр Гладкий    | Україна            | НП       | 24 серпня 1987 (37 років)  |          |
| 21           | Гільєрме             | Бразилія           | НП       | 11 червня 2003 (21 рік)    |          |
| 22           | Владислав Кабаєв     | Україна            | НП       | 1 вересня 1995 (29 років)  |          |
| 47           | Раймонд Овусу        | Гана               | НП       | 20 квітня 2002 (22 роки)   |          |
| 91           | Даниїл Алефіренко    | Україна            | НП       | 9 квітня 2000 (24 роки)    |          |

## Трансфери
| Дата           | Позиція | Гравець                 | Клуб              | Ціна              | Посилання |
| Літо           | Літо    | Літо                    | Літо              | Літо              | Літо      |
| -------------- | ------- | ----------------------- | ----------------- | ----------------- | --------- |
| 6 травня 2021  | ПЗ      | Гільєрме                | Ботафого          | Безкоштовно       | [ 1 ]     |
| 1 червня 2021  | ЗХ      | Максим Імерков          | Десна             | Безкоштовно       | [ 2 ]     |
| 1 червня 2021  | ПЗ      | Володимир Білоцерковець | Інгулець          | Закінчення оренди |           |
| 1 червня 2021  | ПЗ      | Денис Янаков            | Інгулець          | Закінчення оренди |           |
| 1 червня 2021  | ПЗ      | Дмитро Піддубний        | ВПК-Агро          | Закінчення оренди |           |
| 29 червня 2021 | ПЗ      | Крістіан Фагундес       | Бразіл де Пелотас | Безкоштовно       | [ 3 ]     |
| 15 липня 2021  | ПЗ      | Ахмед Алібеков          | Динамо            | Оренда            | [ 4 ]     |
| 15 липня 2021  | ПЗ      | Сергій Булеца           | Динамо            | Оренда            | [ 5 ]     |
| 19 липня 2021  | ЗХ      | Ігор Снурніцин          | Олімпік           | Безкоштовно       | [ 6 ]     |

| Дата            | Позиція | Гравець                 | Клуб                 | Ціна              | Посилання |
| Літо            | Літо    | Літо                    | Літо                 | Літо              | Літо      |
| --------------- | ------- | ----------------------- | -------------------- | ----------------- | --------- |
| 16 травня 2021  | ЗХ      | Йоель Абу Ханна         | Легія                | Безкоштовно       | [ 7 ]     |
| 24 травня 2021  | ВР      | Нікола Васіль           | Санкт-Паулі          | Безкоштовно       | [ 8 ]     |
| 3 липня 2021    | ПЗ      | Дмитро Піддубний        | Металург (Запоріжжя) | Безкоштовно       | [ 9 ]     |
| 3 липня 2021    | ПЗ      | Володимир Білоцерковець | Металург (Запоріжжя) | Оренда            | [ 10 ]    |
| 6 липня 2021    | ПЗ      | Дмитро Іванісеня        | Крила Рад            | Безкоштовно       | [ 11 ]    |
| 19 липня 2021   | ПЗ      | Андрейс Циганікс        | ДАК 1904             | Безкоштовно       | [ 12 ]    |
| 19 липня 2021   | ПЗ      | Сергій Гринь            | Олександрія          | Безкоштовно       | [ 13 ]    |
| 5 серпня 2021   | ПЗ      | Денис Янаков            | Полісся              | Оренда            | [ 14 ]    |
| 30 вересня 2021 | ПЗ      | Владлен Юрченко         | Десна                | Безкоштовно       | [ 15 ]    |
| Зима            |         |                         |                      |                   |           |
| 1 січня 2022    | НП      | Аллах'яр Сайядманеш     | Фенербахче           | Закінчення оренди |           |